# Ernst Dürr (Wirtschaftswissenschaftler)
Ernst Dürr (* 2. Juni 1927 in Köln; † 3. August 2012) war ein deutscher Wirtschaftswissenschaftler und Hochschullehrer.

## Leben
Nach seiner Reifeprüfung absolvierte Ernst Dürr zunächst eine kaufmännische Lehre und arbeitete in der Versicherungswirtschaft beim Gerling-Konzern. Von 1950 bis 1955 studierte er Wirtschaftswissenschaft an der Universität Köln und promovierte dort 1955. Anschließend war er dort wissenschaftlicher Assistent und habilitierte sich hier im Jahre 1963. Im Jahre 1965 wurde er auf einen Lehrstuhl für Volkswirtschaftslehre an der Universität Erlangen-Nürnberg berufen, wo er bis zu seiner Emeritierung 1992 lehrte. Außerdem wurde er 1984 zum außerplanmäßigen Professor an der Universidad Austral de Chile in Valdivia ernannt, 1987 zum Honorarprofessor an der Universidad Nacional de Asunción, Paraguay.
Seit 1975 war Dürr Mitglied des Wissenschaftlichen Beirats beim Bundesministerium für Wirtschaft.
Er arbeitete auf dem Gebiet der Volkswirtschaftslehre, der Wirtschaftspolitik insbesondere Währungs-, Konjunktur- und Wachstumspolitik, außerdem der Wirtschaft der Entwicklungsländer und Lateinamerikas.

## Veröffentlichungen (Auswahl)
- Die Liberalisierung des internationalen Versicherungsverkehrs (= Versicherungsforschung. Bd. 1). Duncker & Humblot, Berlin 1956 (Dissertation Universität Köln).
- Wirkungsanalyse der monetären Konjunkturpolitik (= Schriften zur Wirtschaftspolitik. Bd. 4). Knapp, Frankfurt am Main 1966 (Habilitationsschrift Universität Köln).
- Probleme der Konjunkturpolitik (= Beiträge zur Wirtschaftspolitik. Bd. 7). Rombach, Freiburg/Br. 1968.
- (Hrsg.): Geld- und Bankpolitik (= Neue wissenschaftliche Bibliothek. Bd. 28). Kiepenheuer & Witsch, Köln 1969 (2. Aufl. 1971).
- mit Gertrud Pütz-Neuhauser: Währungspolitik, Konjunktur- und Beschäftigungspolitik (= Wirtschaftspolitik. Bd. 2). Fischer, Stuttgart 1975, ISBN 3-437-50159-3.
- Wachstumspolitik (= Beiträge zur Wirtschaftspolitik. Bd. 24). Haupt, Bern 1977, ISBN 3-258-02546-0.
- (Hrsg.): Wachstumstheorie (= Wege der Forschung. Bd. 472). Wissenschaftliche Buchgesellschaft, Darmstadt 1978, ISBN 3-534-06924-2.
- (Mit-Hrsg.): Spanien und die Europäischen Gemeinschaften (= Beiträge zur Wirtschaftspolitik. Bd. 37). Haupt, Bern 1982, ISBN 3-258-03187-8.
- mit Hermann Kellenbenz und Wigand Ritter: Spanien auf dem Weg nach Europa? (= Sozioökonomische Forschungen. Bd. 19). Haupt, Bern 1985, ISBN 3-258-03458-3.
- (Hrsg.): Soziale Marktwirtschaft in Entwicklungs- und Schwellenländern (= Beiträge zur Wirtschaftspolitik. Bd. 54). Haupt, Bern 1991, ISBN 3-258-04396-5.
- Lateinamerika im Umbruch. In: Karl Albrecht Schachtschneider (Hrsg.): Wirtschaft, Gesellschaft und Staat im Umbruch. Festschrift der Wirtschafts- und Sozialwissenschaftlichen Fakultät der Friedrich-Alexander-Universität Erlangen-Nürnberg 75 Jahre nach Errichtung der Handelshochschule Nürnberg. Duncker & Humblot, Berlin 1995, ISBN 3-428-08410-1, S. 263–275.
- Die Enzyklika "Centesimus annus" und die Soziale Marktwirtschaft. In: Ordo, Bd. 48 (1997), S. 779–785.
- Wirtschaftsordnung und Wirtschaftspolitik als Determinanten des Wirtschaftswachstums. In: Josef Isensee (Hrsg.): Freiheit und Eigentum.  Festschrift für Walter Leisner zum 70. Geburtstag (= Schriften zum öffentlichen Recht. Bd. 800). Duncker & Humblot, Berlin 1999, ISBN 3-428-09786-6, S. 827–832.

Festschrift
- Egon Görgens (Hrsg.): Die Zukunft der wirtschaftlichen Entwicklung. Perspektiven und Probleme ; Ernst Dürr zum 65. Geburtstag (= Beiträge zur Wirtschaftspolitik. Bd. 55). Haupt, Bern 1992, ISBN 3-258-04633-6 (Bibliographie Ernst Dürr S. 541–554).